# Henriette Brossin de Polanska
Pour les articles homonymes, voir Brossin et Polanska.
Ève Henriette Brossin de Méré de Polanska (également écrit Blanska), née le 14 juillet 1878 à Kharkiv (Ukraine) et morte en 1954 à Zurich (Suisse), est une artiste-peintre suisse.

## Biographie

### Formation
Élève d'Henri Martin à Paris jusqu’en 1912, Henriette Brossin de Polanska vit ensuite à Rome en 1914 puis à sur la Riviera italienne en 1917. Elle acquiert la nationalité suisse par naturalisation en 1921.

### Carrière artistique
Henriette Brossin de Polanska expose au Salon de la Société Nationale des Beaux-Arts et au Salon d'Automne de Paris puis à la Rétrospective du Salon des indépendants de 1926 les toiles Enfant chrysalide, Madone, Portrait de Mme de P. et un carton de vitrail. 
Durant la Première Guerre Mondiale, elle fabrique des poupées dans l'atelier de Stéfanie Łazarska. 
Par ailleurs, elle remporte une médaille d'argent aux Jeux olympiques de 1920 à Anvers dans la catégorie des « concours d’art et littérature » créée par Pierre de Coubertin, en section « peinture » pour sa toile L’Élan.